# أبو الفتوح شوشة
أبو الفتوح عفيفي إبراهيم شوشة (5 مايو 1929 - 20 أبريل 2010) الملقب بشيخ المجاهدين، أحد مجاهدي كتائب الإخوان المسلمين في حرب 1948 في فلسطين وفي حرب السويس 1951، ولد بقرية كفر وهب - التابعة لمدينة قويسنا - محافظة المنوفية. كان عضوا مجلس شوري الإخوان المسلمين ورئيس المكتب الإداري لهم في محافظة المنوفية، وعضوا بمجلس الشعب المصري.

## أسرته
زوج السيدة ليلي الحسيني، وأب لابنتين وولدين

## جهاده
شارك في الجهاد ضد الصهاينة في فلسطين منذ حرب 48 حتي عام 1953م, وشارك في الجهاد ضد الاحتلال الإنجليزي لمصر عام 1947م و1948م, وشارك في صد العدوان الثلاثي علي مصر عام 1956 م وكان قائد لكتيبة 

## اعتقاله
أعتقله النظام المصري عدة مرات,

اعتقاله عام 2007 رغم كبر سنه.

- أعتقل لمدة عام عندما عاد من حرب فلسطين [1]
- وأعتقل في عهد الرئيس المصري جمال عبد الناصر بعد حرب السويس لمدة 17 عاما, وأصيب بعدة أمراض مزمنة بسبب التعذيب الشديد في المعتقل, وحفظ القرآن في هذه الفترة, وحصل على شهادة الثانوية العامة[1]
- اعتقل يوم 29 أبريل 2007 م, في قضية اعتقال عضوي مجلس الشعب المنتمين للإخوان المسلمين [1]

## العمل العام
- انضم للاخوان المسلمين في سن السابعة عشر
- أسس أكثر من جمعية خيرية بمحافظته
- إمام لمسجد الإيمان بمدينة قويسنا منذ أكثر من 9 سنوات
- عضو شرفي لأكثر من 3 مؤسات مدنية تقدم الخدمات الجماهيرية
- عضو مجلس الشورى العام لجماعة الإخوان المسلمين
- رئيس المكتب الإداري للإخوان المسلمين بالمنوفية
- ألف كتاب رحلتى مع الإخوان المسلمين عام 2003 م ويحكي الكتاب جانباً مهماً من حياته، ويحكي فترة جهاده الطويلة
- نائب مجلس الشعب السابق عن دائرة قويسنا لعام 1987م

## وفاته
- توفي في يوم الثلاثاء 20 أبريل 2010 عن عمر ناهز الثمانين عاما

## وصلات خارجية
- موقع حملة للإفراج عن الشيخ أبو الفتوح المعتقل لدي النظام المصري
- انطلاق حملة للإفراج عن أبو الفتوح عفيفي، مدونة إنسي
- من ميادين الجهاد إلى أقبية السجون، موقع فلسطين المسلمة
- المرشد العام يحتسب عند الله أبو الفتوح عفيفي[وصلة مكسورة]، إخوان أون لاين، 20 أبريل 2010